# 时间导数
时间导数（Time derivative）可用來表達函數時域自變數變化時如何確定函數值的瞬時變化率。記作：
{\displaystyle {\frac {df}{dt}}}
有时在函数上用一个点表示该函数的时间导数，例如：
{\displaystyle {\dot {x}}}
时间导数的概念在物理學中常有應用。